# Мусин, Алихан Чужебаевич
Алихан Чужебаевич Мусин (25 ноября 1908, поселок Екинши, Актогайский район, Карагандинская область — 30 декабря 1963, Алма-Ата) — советский учёный-горняк, доктор технических наук (1957), профессор (1959), член-корреспондент Национальной академии наук (1958), заслуженный деятель науки Казахстана (1961).

## Биография
Происходит из подрода дадан рода тобыкты племени аргын.
Окончил Московский институт цветных металлов и золота (1937). В 1937-1949 годах — на инженерных и руководящих должностях на руднике Конырат, в управлении Успенского месторождения, в Лениногорском рудоуправлении, на руднике Березев. С 1949 года и до конца жизни — научный работник Института горного дела.
Основные научные труды посвящены закономерностям возникновения давления в верхних слоях земной коры, образующегося при подземной добыче руды. Рационализаторские предложения Мусина прошли опытно-производственные испытания на рудниках Джезказгана и позволили полностью механизировать работы по погрузке горной массы, что повысило производительность работ в 3 раза.
Более 60 научных трудов, в том числе автор 3 монографий и 2 изобретений.
Скончался 30 декабря 1963 года, похоронен на Центральном кладбище Алма-Аты.

## Награды
За разработку и внедрение системы принудительного блокового обрушения на рудниках Лениногорского ПМК удостоен звания лауреата Ленинской премии (1961). Награждён орденом «Знак Почёта» и медалями.

## Произведения
- Разработка пологопадающих рудных месторождений системой с открытым очистным пространством применительно к условиям Джезказгана. — А.-А., 1959.
- Разработка месторождений полезных ископаемых Казахстана. — М., 1963[3].